# 片沼日奈子
片沼 日奈子（かたぬま ひなこ、2005年〈平成17年〉3月16日 - ）は、日本の女優、モデル、スポーツ女子。岡山県出身。

## 経歴
岡山県出身。高校では服飾デザインを専攻し、演劇部に所属。
高校2年よりオーディション活動を始め、「シーブリーズ」アンバサダー就任で芸能活動デビュー。2022年に舞台『STARTUP』で準主演、2023年『BRUSH UP』で初主演を務め、同年に上京。
以降、短編映画『売り子のあの娘』や岡山県警リクルート映像をはじめ、映像作品への出演を重ねる。2024年にはテレビ朝日『不気味な答え恋愛考察ミステリー』、TBS『さっちゃん、僕は。』など複数の地上波ドラマに出演。内閣府の啓発動画で主演も務めた。
CMではミスタードーナツ、HIS、NORDER、東京ディズニー関連広告など多数出演。
モデルとして、振袖ガールズアワード審査員特別賞やLARMEオーディション準グランプリ、ヤングマガジン裏表紙など実績を重ねる。

## 人物
- 特技は書道、裁縫
- 趣味は温泉、サウナ、岩盤浴
- 銭湯での勤務経験があり、日常の中での温浴文化にも親しんでいる
- 好きな食べ物はミックスナッツと飲むヨーグルト
- 将来の目標は、NHK連続テレビ小説（朝ドラ）への出演

## 出演

### 映像・テレビ・CM
- 2022年4月　岡山県警察リクルート映像
- 2023年5月　ドン・キホーテ TikTok CM（中国情熱価格）主演
- 2023年8月　金スマ Z世代特集 出演
- 2024年3月　東京ディズニーシー「ファンタジースプリングス」メイン彼女役
- 2024年6月　花王「ぼーっとする大会」コラボ動画 主演
- 2024年7月　テレビ朝日「不気味な答え恋愛考察ミステリー」ケイちゃん役
- 2024年7月　内閣府 普及啓発動画 主演（安藤日奈子役）
- 2024年12月　ミスタードーナツ「ポンデショコラ 解禁編」CM
- 2025年3月　バンダイナムコ「pupuclip」主演
- 2025年3月　NORDER CM（音楽アプリ）アイドル役
- 2025年4月　KDDIグループ ケイパビリティ 出演
- 2025年6月　東京海上日動 コンセプトムービー

### 映画・舞台
- 2022年6月　舞台『STARTUP』準主演 ユリナ役
- 2023年6月　舞台『BRUSH UP』主演 ハル役
- 2023年8月　短編映画『売り子のあの娘』主演 石川零花役
- 2023年12月　舞台『THE STAFF』準主演 ヨウコ役
- 2024年5月　短編映画グランプリ『うさぎの血』優香役

### モデル・受賞
- 2023年3月　超十代 - ULTRA TEENS FES - 9090モデル出演
- 2024年3月　fiolily ブランドアンバサダー（表参道駅広告）
- 2024年3月　LARMEオーディション 準グランプリ（総フォロワー70万人）
- 2024年6月　振袖ガールズアワード2024 ファイナリスト・審査員特別賞
- 2025年7月　ヤングマガジン 裏表紙 モデル

### SNS
- 2023年6月　TikTokドラマ「ハンドシアター半分女」主演
- 2023年8月　シーブリーズ アンバサダー（2期生）
- 2024年8月　TikTokゴルフ「bforthgolf」公式アカウント 主演